# Bitwa pod Rybnicą
Bitwa pod Rybnicą – bitwa stoczona 20 października 1863 roku pomiędzy oddziałem powstańców styczniowych pod dowództwem pułkownika Dionizego Czachowskiego z oddziałami rosyjskimi majora Czuti.

## Geneza bitwy
Po przekroczeniu Wisły w dniu 20 października 1863 oddział powstańczy płk Czachowskiego ruszył poprzez Osiek i lasy osieckie na północ. Na wieść o przeprawie powstańców przez Wisłę, ze Staszowa wyruszył mjr Czuti z dwoma rotami halickiego pułku piechoty i szwadronem noworosyjskiego pułku dragonów. Mjr Czuti wyśledził powstańczy oddział po jego wyjściu z Osieka. Po zorientowaniu się w kierunku marszu powstańców, urządził zasadzkę we wsi Rybnica. Dowódca rosyjski wybrał miejsce zasadzki w miejscu w którym droga przechodziła wąwozem, wśród zarośli, pomiędzy dwoma wzgórzami w pobliżu stawu i młyna wodnego. Rosjanie zajęli pozycję na północnym wzgórzu o niezalesionym stoku, na skraju lasu.

## Przebieg bitwy
Wychodzący przez zachodni kraniec Rybnicy oddział powstańczy został ok. 15 zaatakowany przez oddział rosyjski. Idąca w awangardzie jazda powstańcza natknęła się na drodze na kozaków. Jednocześnie ze wzgórza została ostrzelana rowleczona kolumna powstańców. Po opanowaniu zamieszania, powstańcy uderzyli na ukrytą w lesie piechotę, obchodząc od lewej strony staw, zamierzając wyjść na tyły nieprzyjaciela. Na wzgórzu doszło do zażartej walki pomiędzy rosyjską piechotą a kosynierami. Równocześnie kozacy zostali zepchnięci w dolinę, na most obok młyna. Wskutek naporu na moście pękły barierki i kozacy wraz z końmi zaczęli wpadać do wody. Niektórzy z nich potonęli. Po półtoragodzinnej walce oddział rosyjski wycofał się na północ.

## Epilog
Major Czuti mimo poniesionej porażki nie zaprzestał obserwacji oddziału powstańczego. Przyczyniło się to do rozbicia powstańczego oddziału następnego dnia pod Jurkowicami.
Przebieg bitwy opisał w swoich wspomnieniach Romuald Wilusz.